# Wales (Wisconsin)
Wales è un villaggio degli Stati Uniti d'America, situato in Wisconsin, nella contea di Waukesha.

## Storia
Wales venne fondata da immigrati gallesi nel 1840. Il legame con la storia del Galles è evidente nella bandiera del villaggio che riprende la bandiera nazionale gallese.